# (7585) 1991 PK8
A (7585) 1991 PK8 a Naprendszer kisbolygóövében található aszteroida. Henry E. Holt fedezte fel 1991. augusztus 5-én.